# لاكتات الحديد الثنائي
لاكتات الحديد الثنائي أو لاكتات الحديدوز هو مركب كيميائي صيغته الجزيئية C6H10FeO6 يُستخدم في الطعام مُضافًا غذائيًّا، ورقم أي الخاص به هو E585.